# Polyrhachis monista
Polyrhachis monista är en myrart som beskrevs av Santschi 1910. Polyrhachis monista ingår i släktet Polyrhachis och familjen myror. Inga underarter finns listade i Catalogue of Life.